# Звездана прашина (филм из 2007)
Звездана прашина (енгл. Stardust) је љубавни фантастично-авантуристички филм из 2007. године, режисера Метјуа Вона, који је заједно са Џејн Голдман написао сценарио на основу истоименог романа Нила Гејмана. Главне улоге у филму тумаче Чарли Кокс, Клер Дејнс, Сијена Милер, Рики Џервејс, Џејсон Флеминг, Руперт Еверет, Питер О’Тул, Мишел Фајфер и Роберт де Ниро, а радња прати младића Тристана који креће на путовање да донесе звезду падалицу својој вољеној.
Филм је премијерно приказан 29. јула 2007. у Лос Анђелесу, док је у америчким биоскопима објављен 10. августа, односно 19. октобра у Уједињеном Краљевству. Наишао је на позитивне рецензије критичара, али није остварио финансијски успех, зарадивши 137 милиона долара у односу на процењени буџет од 88 милиона долара. Освојио је награду Емпајер за најбољи научнофантастични или фантастични филм, а био је номинован за три награде Сатурн.

## Радња
Село Зид у Енглеској лежи у близини каменог зида који раздваја обичан свет од магичног краљевства Олујиште. Чувар спречава било кога да пређе зид. Данстан Трн успева да га превари и пређе на другу страну, где на пијаци упознаје Уну, поробљену принцезу која му нуди стаклену висибабу у замену за пољубац. Њих двоје проводе ту ноћ заједно. Девет месеци касније, чувар зида доноси Данстану бебу по имену Тристан.
Осамнаест година касније, краљ Олујишта на самрти баца рубин у небо, објављујући да ће његов наследник бити први од његових синова који га пронађе. Рубин удара у звезду и оба падају на земљу у Олујиште. Принчеви Примус и Септимус одвојено крећу у потрагу за каменом.
У Зиду, Тристан и Викторија, девојка која му се свиђа, виде звезду падалицу. Тристан јој обећава да ће пронаћи звезду падалицу у замену за њену руку. Иако његова мајка живи иза зида, Тристан не може да пређе поред чувара. Отац му открива да му је мајка по рођењу оставила вавилонску свећу, која га може однети на било које место које пожели. Палећи је, преноси се до пале звезде, која је попримила облик жене по имену Ивејн. Тристан користи магичан ланац да је зароби и одведе Викторији.
Три древне сестре вештице одлучују да поједу срце пале звезде како би повратиле младост и моћи. Њихова предводница, Ламија, једе остатке срца претходне звезде и креће у потрагу за Ивејн. На путу, она ствара гостионицу као замку.
Ивејн се умори после дугог пешачења, па је Тристан везује за дрво и обећава да ће донети храну. Док је одсутан, један једнорог ослобађа Ивејн и несвесно је одводи до Ламијине гостионице. Тристан схвата да је Ивејн нестала, али звезде му шапућу да је у опасности, упућујући га на кочију у пролазу, која припада Примусу. Њих двојица стижу до гостионице и спречавају Ламију да убије Ивејн. Ламија убија Примуса, док Тристан и Ивејн користе вавилонску свећу да побегну у облаке, где их заробљавају пирати у летећем броду. Капетан Шекспир посади представља Тристана као свог нећака, а Ивејн као пријатељицу. Одлучује да им помогне, обучавајући Тристана мачевању и Ивејн плесу.
Септимус, као последњи преживели краљев син, мора само да пронађе камен да би постао краљ. Сазнаје да га има Ивејн и схвата да њено срце дарује бесмртност.
Након што напусте капетана Шекспира, Тристан и Ивејн признају љубав једно другом и проводе ноћ заједно у гостионици. Следећег јутра, Тристан оставља Ивејн да спава и са праменом њене косе одлази Викторији да јој каже да је заљубљен у Ивејн. Када се прамен претвори у звездану прашину, схвата да ће Ивејн умрети ако пређе зид и жури да је спаси.
Ивејн, мислећи да ју је Тристан напустио, очајна креће ка зиду. Уна је примећује и покушава да је спречи, али Ламија убија Сали Баруштину и заробљава Уну и Ивејн, водећи их у свој кућу. Септимус и Тристан се удружују да их спасу. Тамо Септимус препознаје Уну као своју давно изгубљену сестру, а она открива Тристану да му је мајка.
Септимус и Тристан убијају две вештице, али Ламија користи вуду лутку да убије Септимуса. Док покушава да убије Тристана, Ивејн поново засија због њихове љубави, уништавајући Ламију.
Тристан враћа драги камен, а Уна открива да је он последњи мушки наследник Олујишта. Постаје краљ, а Ивејн његова краљица. Након осамдесет година владавине, користе вавилонску свећу да се уздигну на небо и заувек живе као звезде.

## Улоге
| Глумац                       | Улога                  |
| ---------------------------- | ---------------------- |
| Чарли Кокс                   | Тристан Трн            |
| Клер Дејнс                   | Ивејн                  |
| Сијена Милер                 | Викторија Форестер     |
| Мишел Фајфер                 | Ламија                 |
| Роберт де Ниро               | капетан Шекспир        |
| Питер О’Тул                  | краљ Олујишта          |
| Џејсон Флеминг               | принц Примус           |
| Руперт Еверет                | принц Секундус         |
| Марк Стронг                  | принц Септимус         |
| Натанијел Паркер             | Данстан Трн            |
| Бен Барнс (млад)             | Данстан Трн            |
| Рики Џервејс                 | Фердиланд „Ферди” Фенс |
| Ијан Макелен                 | наратор                |
| Кејт Магован                 | принцеза Уна           |
| Џоана Сканлан                | Мормо                  |
| Сара Александер              | Емпуза                 |
| Марк Хип                     | принц Терцијус         |
| Струан Роџер                 | бискуп                 |
| Џулијан Рајнд Тат            | дух принца Квартуса    |
| Адам Бакстон                 | дух принца Квинтуса    |
| Дејвид Валијамс              | дух принца Секстуса    |
| Хенри Кавил                  | Хамфри                 |
| Дејвид Кели                  | чувар зида             |
| Мелани Хил                   | Сали Баруштина         |
| Марк Вилијамс                | Били                   |
| Џејк Каран                   | Бернард                |
| Оливија Грант (женска форма) | Бернард                |
| Џорџ Инес                    | пророк                 |
| Декстер Флечер               | мршави пират           |
| Коко Самнер                  | Ингрид                 |
| Марк Бернс                   | нови бискуп            |